# Arctic Race of Norway 2021
De achtste editie van de Arctic Race of Norway was een vierdaagse wielerwedstrijd in Noorwegen. De ronde ging op 5 augustus 2021 van start in Tromsø en eindigde op 8 augustus 2021 in Harstad. Het maakte deel uit van de UCI ProSeries. Deze editie werd gewonnen door de Belg Ben Hermans.

## Deelnemende ploegen
Er namen zeven UCI WorldTeams, tien UCI ProTeams, één continentaal team en één nationaal team deel.
| WorldTeam | ProTeam | Continentaal | Nationaal                 |
| --- | --- | ------------ | ------------------------- |
| AG2R-Citroën Astana-Premier Tech BORA-hansgrohe Cofidis Intermarché-Wanty-Gobert Matériaux Israel Start-Up Nation Team Qhubeka NextHash | Alpecin-Fenix Arkéa-Samsic B&B Hotels p/b KTM Bingoal Pauwels Sauces WB Burgos-BH DELKO Euskaltel-Euskadi Sport Vlaanderen-Baloise Team TotalEnergies Uno-X Pro Cycling Team | Team Coop    | Nationale Ploeg Noorwegen |

## Etappe-overzicht
| Etappe | Datum      | Start        | Finish                  | Type      | Afstand | Winnaar           | Ploeg                  | Klassementsleider  |
| ------ | ---------- | ------------ | ----------------------- | --------- | ------- | ----------------- | ---------------------- | ------------------ |
| 1      | 5 augustus | Tromsø       | Tromsø                  | Heuvelrit | 142,5   | Markus Hoelgaard  | Uno-X Pro Cycling Team | Markus Hoelgaard   |
| 2      | 6 augustus | Nordkjosbotn | Storfjord / Kilpisjärvi | Heuvelrit | 178     | Martin Laas       | BORA-hansgrohe         | Alexander Kristoff |
| 3      | 7 augustus | Finnsnes     | Målselv                 | Bergrit   | 184,5   | Ben Hermans       | Israel Start-Up Nation | Ben Hermans        |
| 4      | 8 augustus | Gratangen    | Harstad                 | Heuvelrit | 163,5   | Philipp Walsleben | Alpecin-Fenix          | Ben Hermans        |

## Etappe-uitslagen

### Eerste etappe
| Tromsø – Tromsø (142,5 km) |                      |                                    |          |
| Plaats                     | Naam                 | Ploeg                              | Tijd     |
| Winnaar                    | Markus Hoelgaard     | Uno-X Pro Cycling Team             | 3u11'29" |
| 2                          | Alexander Kristoff   | Nationale Ploeg Noorwegen          | + 2"     |
| 3                          | Bryan Coquard        | B&B Hotels p/b KTM                 | z.t.     |
| 4                          | Antonio Jesús Soto   | Euskaltel-Euskadi                  | z.t.     |
| 5                          | Kristian Aasvold     | Team Coop                          | z.t.     |
| 6                          | Antonio Angulo       | Euskaltel-Euskadi                  | z.t.     |
| 7                          | Warren Barguil       | Arkéa-Samsic                       | z.t.     |
| 8                          | Clément Venturini    | AG2R-Citroën                       | z.t.     |
| 9                          | Aimé De Gendt        | Intermarché-Wanty-Gobert Matériaux | z.t.     |
| 10                         | Odd Christian Eiking | Intermarché-Wanty-Gobert Matériaux | z.t.     |
|                            |                      |                                    |          |
| 24                         | Oscar Riesebeek      | Alpecin-Fenix                      | z.t.     |

| Algemeen klassement |                     |                                    |          |
| Plaats              | Naam                | Ploeg                              | Tijd     |
| Gele trui           | Markus Hoelgaard    | Uno-X Pro Cycling Team             | 3u11'19" |
| 2                   | Alexander Kristoff  | Nationale Ploeg Noorwegen          | + 6"     |
| 3                   | Bryan Coquard       | B&B Hotels p/b KTM                 | + 8"     |
| 4                   | Kristian Aasvold    | Team Coop                          | + 9"     |
| 5                   | Samuele Battistella | Astana-Premier Tech                | + 10"    |
| 6                   | Antonio Jesús Soto  | Euskaltel-Euskadi                  | + 11"    |
| 7                   | Antonio Angulo      | Euskaltel-Euskadi                  | + 12"    |
| 8                   | Warren Barguil      | Arkéa-Samsic                       | z.t.     |
| 9                   | Clément Venturini   | AG2R-Citroën                       | z.t.     |
| 10                  | Aimé De Gendt       | Intermarché-Wanty-Gobert Matériaux | z.t.     |
|                     |                     |                                    |          |
| 24                  | Oscar Riesebeek     | Alpecin-Fenix                      | z.t.     |

### Tweede etappe
| Nordkjosbotn – Storfjord / Kilpisjärvi (178 km) |                      |                                    |          |
| Plaats                                          | Naam                 | Ploeg                              | Tijd     |
| Winnaar                                         | Martin Laas          | BORA-hansgrohe                     | 3u56'14" |
| 2                                               | Alexander Kristoff   | Nationale Ploeg Noorwegen          | z.t.     |
| 3                                               | Danny van Poppel     | Intermarché-Wanty-Gobert Matériaux | z.t.     |
| 4                                               | Rudy Barbier         | Israel Start-Up Nation             | z.t.     |
| 5                                               | Manuel Peñalver      | Burgos-BH                          | z.t.     |
| 6                                               | Arne Marit           | Sport Vlaanderen-Baloise           | z.t.     |
| 7                                               | Tom Devriendt        | Intermarché-Wanty-Gobert Matériaux | z.t.     |
| 8                                               | Bram Welten          | Arkéa-Samsic                       | z.t.     |
| 9                                               | Edvald Boasson Hagen | Team TotalEnergies                 | z.t.     |
| 10                                              | Bryan Coquard        | B&B Hotels p/b KTM                 | z.t.     |

| Algemeen klassement |                     |                           |          |
| Plaats              | Naam                | Ploeg                     | Tijd     |
| Gele trui           | Alexander Kristoff  | Nationale Ploeg Noorwegen | 7u07'33" |
| 2                   | Markus Hoelgaard    | Uno-X Pro Cycling Team    | z.t.     |
| 3                   | Bryan Coquard       | B&B Hotels p/b KTM        | + 8"     |
| 4                   | Kristian Aasvold    | Team Coop                 | + 9"     |
| 5                   | Samuele Battistella | Astana-Premier Tech       | + 10"    |
| 6                   | Antonio Jesús Soto  | Euskaltel-Euskadi         | + 11"    |
| 7                   | Laurent Pichon      | Arkéa-Samsic              | z.t.     |
| 8                   | Dries Van Gestel    | Team TotalEnergies        | + 12"    |
| 9                   | Antonio Angulo      | Euskaltel-Euskadi         | z.t.     |
| 10                  | Axel Zingle         | Cofidis                   | z.t.     |
|                     |                     |                           |          |
| 12                  | Oscar Riesebeek     | Alpecin-Fenix             | z.t.     |

### Derde etappe
| Finnsnes – Målselv (184,5 km) |                      |                                    |          |
| Plaats                        | Naam                 | Ploeg                              | Tijd     |
| Winnaar                       | Ben Hermans          | Israel Start-Up Nation             | 4u14'28" |
| 2                             | Odd Christian Eiking | Intermarché-Wanty-Gobert Matériaux | z.t.     |
| 3                             | Victor Lafay         | Cofidis                            | z.t.     |
| 4                             | Samuele Battistella  | Astana-Premier Tech                | + 12"    |
| 5                             | Eduard Prades        | DELKO                              | + 19"    |
| 6                             | Kristian Aasvold     | Team Coop                          | z.t.     |
| 7                             | Andreas Leknessund   | Nationale Ploeg Noorwegen          | z.t.     |
| 8                             | Antonio Jesús Soto   | Euskaltel-Euskadi                  | z.t.     |
| 9                             | Pelayo Sanchez       | Burgos-BH                          | z.t.     |
| 10                            | Torstein Træen       | Uno-X Pro Cycling Team             | + 22"    |
|                               |                      |                                    |          |
| 27                            | Oscar Riesebeek      | Alpecin-Fenix                      | + 1'05"  |

| Algemeen klassement |                      |                                    |           |
| Plaats              | Naam                 | Ploeg                              | Tijd      |
| Gele trui           | Ben Hermans          | Israel Start-Up Nation             | 11u22'03" |
| 2                   | Odd Christian Eiking | Intermarché-Wanty-Gobert Matériaux | + 4"      |
| 3                   | Victor Lafay         | Cofidis                            | + 6"      |
| 4                   | Samuele Battistella  | Astana-Premier Tech                | + 20"     |
| 5                   | Kristian Aasvold     | Team Coop                          | + 26"     |
| 6                   | Antonio Jesús Soto   | Euskaltel-Euskadi                  | + 28"     |
| 7                   | Eduard Prades        | DELKO                              | + 29"     |
| 8                   | Andreas Leknessund   | Nationale Ploeg Noorwegen          | z.t.      |
| 9                   | Warren Barguil       | Arkéa-Samsic                       | + 32"     |
| 10                  | Jacob Eriksson       | Team Coop                          | + 36"     |
|                     |                      |                                    |           |
| 24                  | Oscar Riesebeek      | Alpecin-Fenix                      | + 1'15"   |

### Vierde etappe
| Gratangen – Harstad (163,5 km) |                      |                                    |          |
| Plaats                         | Naam                 | Ploeg                              | Tijd     |
| Winnaar                        | Philipp Walsleben    | Alpecin-Fenix                      | 3u41'40" |
| 2                              | Niki Terpstra        | Team TotalEnergies                 | z.t.     |
| 3                              | Alexandre Delettre   | DELKO                              | + 17"    |
| 4                              | Odd Christian Eiking | Intermarché-Wanty-Gobert Matériaux | z.t.     |
| 5                              | Erik Resell          | Uno-X Pro Cycling Team             | + 19"    |
| 6                              | Warren Barguil       | Arkéa-Samsic                       | z.t.     |
| 7                              | Axel Zingle          | Cofidis                            | z.t.     |
| 8                              | Bryan Coquard        | B&B Hotels p/b KTM                 | z.t.     |
| 9                              | Victor Lafay         | Cofidis                            | z.t.     |
| 10                             | Petr Vakoč           | Alpecin-Fenix                      | z.t.     |
|                                |                      |                                    |          |
| 11                             | Ben Hermans          | Israel Start-Up Nation             | z.t.     |

| Algemeen klassement |                      |                                    |           |
| Plaats              | Naam                 | Ploeg                              | Tijd      |
| Gele trui           | Ben Hermans          | Israel Start-Up Nation             | 15u04'02" |
| 2                   | Odd Christian Eiking | Intermarché-Wanty-Gobert Matériaux | + 2"      |
| 3                   | Victor Lafay         | Cofidis                            | + 6"      |
| 4                   | Samuele Battistella  | Astana-Premier Tech                | + 20"     |
| 5                   | Kristian Aasvold     | Team Coop                          | + 26"     |
| 6                   | Eduard Prades        | DELKO                              | + 29"     |
| 7                   | Andreas Leknessund   | Nationale Ploeg Noorwegen          | z.t.      |
| 8                   | Warren Barguil       | Arkéa-Samsic                       | + 32"     |
| 9                   | Jacob Eriksson       | Team Coop                          | + 36"     |
| 10                  | Torstein Træen       | Uno-X Pro Cycling Team             | + 50"     |
|                     |                      |                                    |           |
| 25                  | Oscar Riesebeek      | Alpecin-Fenix                      | + 1'46"   |

## Klassementenverloop
| Etappe | Algemeen klassement | Puntenklassement   | Bergklassement   | Jongerenklassement  | Ploegenklassement         | Strijdlust       |
| ------ | ------------------- | ------------------ | ---------------- | ------------------- | ------------------------- | ---------------- |
| 1      | Markus Hoelgaard    | Markus Hoelgaard   | Chleb Broesenski | Samuele Battistella | Nationale Ploeg Noorwegen | Alexis Gougeard  |
| 2      | Alexander Kristoff  | Alexander Kristoff | Fredrik Dversnes | Samuele Battistella | Nationale Ploeg Noorwegen | Jimmy Janssens   |
| 3      | Ben Hermans         | Alexander Kristoff | Fredrik Dversnes | Victor Lafay        | Astana-Premier Tech       | Fredrik Dversnes |
| 4      | Ben Hermans         | Alexander Kristoff | Fredrik Dversnes | Victor Lafay        | Astana-Premier Tech       | Niki Terpstra    |

2013 · 2014 · 2015 · 2016 · 2017 · 2018 · 2019 · 2020 · 2021 · 2022 · 2023 · 2024